# 平栓菌属
平栓菌属（学名：Leiotrametes）是多孔菌科下的一个属。

## 下属物种
本属包括以下物种：
- 乳色平栓菌 Leiotrametes lactinea (Berk.) Welti & Courtec.
- 门氏平栓菌 Leiotrametes menziesii (Berk.) Welti & Courtec.